# تشارلز ستانلي
تشارلز ستانلي (بالإنجليزية: Charles Stanley)‏ هو كاتب وقسيس معمداني أمريكي، ولد في 25 سبتمبر 1932 في دراي فورك ‏ في الولايات المتحدة.

## وصلات خارجية
- تشارلز ستانلي على موقع IMDb (الإنجليزية)
- تشارلز ستانلي على موقع ميوزك برينز (الإنجليزية)
- تشارلز ستانلي على موقع إن إن دي بي (الإنجليزية)